# Stactobia calin
Stactobia calin är en nattsländeart som beskrevs av Schmid 1983. Stactobia calin ingår i släktet Stactobia och familjen smånattsländor. Inga underarter finns listade i Catalogue of Life.